# John Culberson
John Abney Culberson (Houston, 24 agosto 1956) è un politico statunitense, membro della Camera dei Rappresentanti per lo stato del Texas dal 2001 al 2019.

## Biografia
Lontano parente del politico Charles Allen Culberson, John Culberson studiò alla Southern Methodist University e successivamente conseguì una laurea in legge.
Nel frattempo entrò in politica con il Partito Repubblicano e nel 1986 venne eletto all'interno della legislatura statale del Texas, dove rimase per i successivi quattordici anni. Nel 2000 si candidò alla Camera dei Rappresentanti e riuscì a farsi eleggere, per poi essere riconfermato altre otto volte negli anni successivi. Nel 2019 fu sconfitto dall'avversaria democratica Lizzie Pannill Fletcher e lasciò il Congresso dopo diciotto anni di permanenza.
Ideologicamente Culberson è un repubblicano estremamente conservatore ed è esponente della corrente del Tea Party.